# チャム語
チャム語（チャムご）は、オーストロネシア語族に属する言語。カンボジアとベトナムに住むチャム族が話す言葉である。オーストロアジア語族に属するベトナム語（越語）やクメール語（棉語）とは語族レベルで異なる。マレー・ポリネシア語派のなかでアチェ語に近いとされ（Thurgood 1999, Sidwel 2005）、回輝語などを含めてチャム諸語に区分される

。
チャム文字（アカン・シャ Akhar Thrah）と呼ばれる、南インドのパッラヴァ・グランタ文字と同系統の文字を持ち、アラビア文字（アカン・ジャヴァー Akhar Jawa）と併用する。近世パーンドゥランガ王朝（ヌガン・チャム Nagar Cam、順城鎮）は17世紀末～19世紀初めまでベトナム帝国（阮朝）の藩屏として自治を維持し、漢文とチャム文による膨大な文献群（Harak Patao Cam, パーンドゥランガ・チャンパー王家文書）が残る（Po Dharma Quang 2005）

。
呪符体（アカン・リ Akhar Rik）は中世インド（パッラヴァ朝・パーンディヤ朝）、マレー半島、ジャワ島の碑文書体に近く、現代クメール文字のムール体と似た書体である。チャム文字アカン・シャはフィリピンのラグナ銅版碑文との関係が指摘され、現存するパッラヴァ系文字の中ではクメール文字のムール書体が比較的似ている。
本来のチャム語は有声無声・有気無気の区別が明確で、声調は無かったと考えられるが、海南島の回輝話とベトナムのチャム語には周辺言語（漢語、越語）からの借用語が多く、それらの借用語は声調つきで正しく発音される。有声音が低声調無声音として、無声音が高声調無声音として発音される傾向がある。ワ行接近音（有声音）はヴァで発音される。
チャム諸語話者はオーストロアジア語族のバナール族との共通語彙が極めて多く、かつてはオーストロアジア語族とされた時期もあった。